# Draft da NBA de 1985
O Draft da NBA de 1985 ocorreu em 18 de junho de 1985. Foi o  primeiro draft da era da " loteria ". Foi também nessa época que a liga diminuiu a quantidade de rodadas que o draft tinha, com os anos anteriores durando até 10 rodadas no total. Um total de 162 jogadores foram selecionados em sete rodadas pelas 23 equipes da liga. O New York Knicks foi premiado com a primeira escolha geral ao vencer a primeira loteria da NBA realizada em maio daquele ano. Os Knicks usou sua escolha com pivô de Georgetown, Patrick Ewing.

## Ordem do Draft

### Primeira Rodada
|  | Jogadores que foram incluídos no Hall da Fama do Basquete                               |
|  | Jogadores que foram pelo menos uma vez MVP da temporada da NBA                          |
|  | Jogadores que foram selecionados para pelo menos um NBA All-Star Game e um All-NBA Team |
|  | Jogadores que foram selecionados para pelo menos um All-NBA Team                        |
|  | Jogadores que foram selecionados para pelo menos um NBA All-Star Game                   |
|  | Jogadores que nunca atuaram em nenhuma partida sequer pela NBA                          |

| PG | Armador     |
| SG | Ala-armador |
| SF | Ala         |
| PF | Ala-pivô    |
| C  | Pivô        |

| Escolha | Nome              | Posição | Nacionalidade      | Time                   | Universidade/Time       |
| ------- | ----------------- | ------- | ------------------ | ---------------------- | ----------------------- |
| 1       | Patrick Ewing     | C       | Jamaica / EUA      | New York Knicks        | Georgetown              |
| 2       | Wayman Tisdale    | PF      | Estados Unidos     | Indiana Pacers         | Oklahoma                |
| 3       | Benoit Benjamin   | C       | Estados Unidos     | Los Angeles Clippers   | Creighton               |
| 4       | Xavier McDaniel   | PF      | Estados Unidos     | Seattle SuperSonics    | Wichita State           |
| 5       | Jon Koncak        | C       | Estados Unidos     | Atlanta Hawks          | SMU                     |
| 6       | Joe Kleine        | C       | Estados Unidos     | Sacramento Kings       | Arkansas                |
| 7       | Chris Mullin      | SF      | Estados Unidos     | Golden State Warriors  | St. John's              |
| 8       | Detlef Schrempf   | SF/PF   | Alemanha Ocidental | Dallas Mavericks       | Washington              |
| 9       | Charles Oakley    | PF      | Estados Unidos     | Cleveland Cavaliers    | Virginia Union          |
| 10      | Ed Pinckney       | PF      | Estados Unidos     | Phoenix Suns           | Villanova               |
| 11      | Keith Lee         | C       | Estados Unidos     | Chicago Bulls          | Memphis                 |
| 12      | Kenny Green       | SF      | Estados Unidos     | Washington Bullets     | Wake Forest             |
| 13      | Karl Malone       | PF      | Estados Unidos     | Utah Jazz              | Louisiana Tech          |
| 14      | Alfredrick Hughes | SG      | Estados Unidos     | San Antonio Spurs      | Loyola                  |
| 15      | Blair Rasmussen   | C       | Estados Unidos     | Denver Nuggets         | Oregon                  |
| 16      | Bill Wennington   | C       | Canadá             | Dallas Mavericks       | St. John's              |
| 17      | Uwe Blab          | C       | Alemanha Ocidental | Dallas Mavericks       | Indiana                 |
| 18      | Joe Dumars        | SG      | Estados Unidos     | Detroit Pistons        | McNeese State           |
| 19      | Steve Harris      | SG      | Estados Unidos     | Houston Rockets        | Tulsa                   |
| 20      | Sam Vincent       | SG      | Estados Unidos     | Boston Celtics         | Michigan State          |
| 21      | Terry Catledge    | PF      | Estados Unidos     | Philadelphia 76ers     | South Alabama           |
| 22      | Jerry Reynolds    | SG/SF   | Estados Unidos     | Milwaukee Bucks        | LSU                     |
| 23      | A. C. Green       | SF/PF   | Estados Unidos     | Los Angeles Lakers     | Oregon State            |
| 24      | Terry Porter      | PG      | Estados Unidos     | Portland Trail Blazers | Wisconsin–Stevens Point |
| 25      | Mike Smrek        | C       | Canadá             | Portland Trail Blazers | Canisius                |
| 26      | Bill Martin       | SF      | Estados Unidos     | Indiana Pacers         | Georgetown              |
| 27      | Dwayne McClain    | SG      | Estados Unidos     | Indiana Pacers         | Villanova               |
| 28      | Ken Johnson       | PF      | Estados Unidos     | Chicago Bulls          | Michigan State          |
| 29      | Mike Brittain     | C       | Estados Unidos     | San Antonio Spurs      | Carolina do Sul         |
| 30      | Calvin Duncan     | SG      | Estados Unidos     | Cleveland Cavaliers    | VCU                     |

### Segunda rodada
| Escolha | Nome              | Posição | Nacionalidade  | Time                   | Universidade/Time |
| ------- | ----------------- | ------- | -------------- | ---------------------- | ----------------- |
| 31      | Manute Bol        | C       | Sudão          | Washington Bullets     | Bridgeport        |
| 32      | Nick Vanos        | C       | Estados Unidos | Phoenix Suns           | Santa Clara       |
| 33      | Greg Stokes       | PF/C    | Estados Unidos | Philadelphia 76ers     | Iowa              |
| 34      | Aubrey Sherrod    | SG      | Estados Unidos | Chicago Bulls          | Wichita State     |
| 35      | Tyrone Corbin     | SF/PF   | Estados Unidos | San Antonio Spurs      | DePaul            |
| 36      | Yvon Joseph       | C       | Haiti          | New Jersey Nets        | Georgia Tech      |
| 37      | Carey Scurry      | SF      | Estados Unidos | Utah Jazz              | LIU Brooklyn      |
| 38      | Fernando Martín   | PF      | Espanha        | New Jersey Nets        | Real Madrid       |
| 39      | George Montgomery | PF      | Estados Unidos | Portland Trail Blazers | Illinois          |
| 40      | Mark Acres        | PF/C    | Estados Unidos | Dallas Mavericks       | Oral Roberts      |
| 41      | Lorenzo Charles   | PF      | Estados Unidos | Atlanta Hawks          | NC State          |
| 42      | Bobby Lee Hurt    | PF/C    | Estados Unidos | Golden State Warriors  | Alabama           |
| 43      | Barry Stevens     | SG/SF   | Estados Unidos | Denver Nuggets         | Iowa State        |
| 44      | Voise Winters     | SG      | Estados Unidos | Philadelphia 76ers     | Bradley           |
| 45      | John Williams     | PF      | Estados Unidos | Cleveland Cavaliers    | Tulane            |
| 46      | Adrian Branch     | SF      | Estados Unidos | Chicago Bulls          | Maryland          |
| 47      | Gerald Wilkins    | SG      | Estados Unidos | New York Knicks        | Chattanooga       |

### Notáveis escolhas após a segunda rodada
Esta lista inclui apenas jogadores que apareceram em pelo menos um jogo da NBA, mas não foram selecionados na primeira ou na segunda rodada do draft da NBA de 1985.
| Rodada | Escolha | Nome             | Posição | Nacionalidade              | Time                   | Universidade/Time      |
| ------ | ------- | ---------------- | ------- | -------------------------- | ---------------------- | ---------------------- |
| 3      | 49      | Brad Wright      | PF      | Estados Unidos             | Golden State Warriors  | UCLA                   |
| 3      | 54      | Sam Mitchell     | SF/PF   | Estados Unidos             | Houston Rockets        | Mercer                 |
| 3      | 59      | Sedric Toney     | PG      | Estados Unidos             | Atlanta Hawks          | Dayton                 |
| 3      | 61      | Perry Young      | SG      | Estados Unidos             | Portland Trail Blazers | Virginia Tech          |
| 3      | 63      | Harold Keeling   | SG      | Estados Unidos             | Dallas Mavericks       | Santa Clara            |
| 3      | 66      | Michael Adams    | PG      | Estados Unidos             | Kansas City Kings      | Boston College         |
| 3      | 69      | Mike Brown       | C       | Estados Unidos             | Chicago Bulls          | George Washington      |
| 4      | 73      | Fred Cofield     | PG      | Estados Unidos             | New York Knicks        | Eastern Michigan       |
| 4      | 75      | Alex Stivrins    | SF      | Estados Unidos             | Seattle SuperSonics    | Colorado               |
| 4      | 77      | Arvydas Sabonis  | C       | União Soviética / Lituânia | Atlanta Hawks          | BC Žalgiris            |
| 4      | 79      | Mark Davis       | SF      | Estados Unidos             | Cleveland Cavaliers    | Old Dominion           |
| 4      | 82      | Scott Roth       | SF      | Estados Unidos             | San Antonio Spurs      | Wisconsin-Madison      |
| 4      | 83      | Delaney Rudd     | PG      | Estados Unidos             | Utah Jazz              | Wake Forest            |
| 4      | 84      | John Battle      | SG      | Estados Unidos             | Atlanta Hawks          | Rutgers                |
| 4      | 87      | Spud Webb        | PG      | Estados Unidos             | Detroit Pistons        | NC State               |
| 4      | 89      | Pete Williams    | PF      | Estados Unidos             | Denver Nuggets         | Arizona                |
| 4      | 90      | Derrick Gervin   | PF      | Estados Unidos             | Philadelphia 76ers     | UTSA                   |
| 4      | 91      | Cozell McQueen   | PF      | Estados Unidos             | Milwaukee Bucks        | NC State               |
| 4      | 92      | Dexter Shouse    | PG      | Estados Unidos             | Los Angeles Lakers     | South Alabama          |
| 6      | 139     | Ralph Lewis      | SG      | Estados Unidos             | Boston Celtics         | La Salle               |
| 7      | 144     | Mike Phelps      | SG      | Estados Unidos             | Seattle SuperSonics    | Alcorn State           |
| 7      | 148     | Georgi Glouchkov | PF      | Bulgária                   | Phoenix Suns           | Akademik Varna         |
| 7      | 160     | Mario Elie       | SG/SF   | Estados Unidos             | Milwaukee Bucks        | American International |